# Levantamiento Centroamericano de 1821
El Levantamiento Centroamericano de 1821[cita requerida] fue un conflicto armado encabezado por partidarios independentistas centroamericanos contra la anexión al Primer Imperio Mexicano, establecido por Agustín de Iturbide.  Entre otras, Comayagua, León y Quezaltenango se declararon independientes no solo de España, sino también de la capital del antiguo Reino, Guatemala.  San José (en la actual Costa Rica) se declaró independiente no solo de Guatemala, sino además de León.  Al elegir San Salvador en noviembre una diputación, quedó así mismo autónoma de Guatemala.
La violencia empezó en las calles de Guatemala a fines de 1821. El brigadier general mexicano Vicente Filísola, al mando de un ejército de 5000 tropas y delegado militar de Iturbide, tomó control de Centroamérica —en esa época incluía Chiapas— el 22 de junio de 1822. El 1 de julio de 1823, pese a los esfuerzos de Filísola, Centroamérica declaró su absoluta independencia, excepto por Chiapas, que pasó a México, concluyendo así la crisis.

## Antecedentes
Mientras la Junta Provisional Gubernativa concedía el título de vizconde y marqués de la Cadena a José Manuel Velázquez de la Cadena, miembro de la misma corporación, fuera de la capital del imperio, la adhesión de Guatemala a México hizo que a la convocatoria se introdujesen algunas variaciones, con objeto de que los Estados que formaban la capitanía general de Centroamérica nombrasen sus diputados al Congreso Constituyente mejicano; éste asunto realzó las diferencias entre centroamericanos, quienes ocuparon solamente 21 curules de las 40 propuestas por Iturbide. Nicaragua y Honduras, quisieron agregarse al imperio, así como las de Chiapas y Quetzaltenango, mientras que Guatemala, El Salvador y Costa Rica se declararon independientes, experimentando entre ellas disidencias que las ponían en conflicto. En la provincia de Nicaragua, la ciudad de Granada, en uso de su derecho y por razón de sus simpatías y conveniencias, no quería pertenecer a México, disponiendo, por tanto, enviar sus diputados a Guatemala, donde se convocó un Congreso general, representante de todo el territorio centroamericano que se pretendía constituir en territorio independiente. Lo mismo que aconteció en Nicaragua y en Honduras, allí los puertos de Trujillo y Omoa y los partidos de Tegucigalpa y Gracias tampoco quisieron unirse, y en esta divergencia de opiniones y voluntades, comenzaron a realizarse agrias conversaciones entre las provincias.  Las provincias rebeldes dejaron de remitir impuestos a la capital, Guatemala; al arribo de Filísola, medio millón de pesos habían dejado de ser enviados al erario.

## Levantamientos
De las palabras, naturalmente, se pasó a los hechos: el gobernador de Honduras se levantó en armas y ocupó Omoa, y el cura José Matías Delgado, atacó al doctor Pedro Barriere, que gobernaba la provincia de San Salvador, obligándolo a salir de ella y desamparando a su gobierno. 

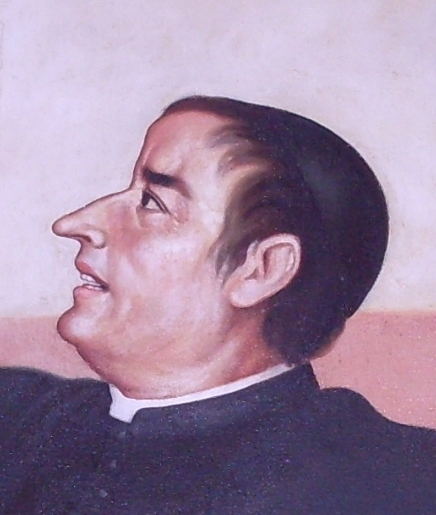
El cura José Matías Delgado quien se opuso Al imperio se Agustín de Iturbide

El general Gabino Gaínza, que había estado en correspondencia con Agustín de Iturbide, tuvo noticias de que se encontraba en marcha para Guatemala una fuerte división destinada a mantener el orden en aquellas localidades. Gaínza escribió a Filísola pidiéndole reprimir la revuelta de Quezaltenango.  Es entonces que la Junta Consultiva de Guatemala dio comunicación al llamado de Agustín de Iturbide a todos los ayuntamientos y cabildos, para que se decidiera sobre la incorporación a México. Terminada la votación del 5 de enero de 1822, la mayoría resolvió la anexión al Imperio; sólo San Salvador y San Vicente opinaron que nada debía resolverse hasta la reunión del Congreso. 
Entretanto, las tropas enviadas a Guatemala, ya puestas en movimiento desde el mes de noviembre bajo el mando del brigadier general Vicente Filisola y de su segundo en jefe el coronel Felipe Codallos, continuaban en penosa marcha, en razón de distancia y de provisiones debido a la escasez de población y de recursos. Es entonces que Gaínza, declaró rebelde a la provincia de San Salvador, destacando sobre ella una fuerza de alrededor de mil hombres o más, puestos a las órdenes del coronel Manuel Arzú.  La situación de conflicto generó como respuesta en San Salvador la «persecución, encarcelamiento y confiscación de bienes de los que se han pronunciado por el imperio en San Salvador», y acción inversa en Guatemala a los opuestos a Iturbide.  Luego de enterado, Filisola, previno al coronel suspendiese toda operación hasta que la fuerza mexicana llegara a Guatemala; pero por desgracia, Arzú, obedeciendo las órdenes de Gaínza, había ya atacado y ocupado San Salvador en junio de 1822, donde se produjo el desorden, saqueando la capital provincial, al grado de perderse las ventajas adquiridas, hasta que Filisola, acelerando su marcha, hizo cesar el desorden y la oposición, quedando reconocido jefe político superior y comandante general de las armas en aquellas provincias, al tomar el 23 de junio de 1822 los poderes que hasta entonces había ostentado Gaínza.Iturbide, insatisfecho por acuerdos alcanzados entre Guatemala y San Salvador, ordenó a Filísola invadir a ésta segunda, a la cual derrotó y ocupó a partir del 9 de febrero de 1823.
Las disputas entre los favorables a la integración con México y los partidarios de la independencia se sustanciaron en Costa Rica en diferencias con León y el apoyo a Granada; en la decisión de Heredia y de Nicoya de adherirse a las autoridades de León; desembocando en la guerra de Ochomogo, consiguiendo los últimos la victoria en 1823, al derrotar Alajuela y San José, independentistas, a Cartago, Iturbidista. En la presente Nicaragua, Granada derrotó inconvincentemente a León; la paz definitiva no arribó sino hasta 1824 cuando un ejército federal bajo Manuel José de Arce y Fagoaga la impuso.
Con la caída en marzo de 1823 del Imperio Mexicano y el establecimiento de la Primera República Federal, las provincias centroamericanas se independizarían.

## Evaluación
Herrera Mena atribuye la vulnerabilidad en la «cohesión territorial y política de la Provincia-Estado» a la substancial independencia y democracia de los cientos de ayuntamientos respecto a las capitales de las intendencias y a la capital del antiguo Reino de Guatemala creadas por las reformas borbónicas del s. XIX y extremadas por la Constitución de Cádiz, que cedieron gran autonomía y de-jerarquizaron a los ayuntamientos constitucionales y sus herederos, los municipios.